# Sieniawka (Ukraina)
Sieniawka – wieś na Ukrainie, w obwodzie wołyńskim, w rejonie kowelskim. W 2001 roku liczyła 178 mieszkańców.
Podczas rzezi wołyńskiej wśród ukraińskich mieszkańców wsi w pomoc okolicznym Polakom zaangażowali się, m.in.: Herasym Łukiańczuk, Jewhenia Bondaruk, Prokop Bondaruk, Oksana Karpiuk.
Do 2020 w rejonie turzyskim.